# Matrículas automovilísticas de Osetia del Sur

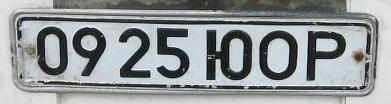
Antigua matrícula de Osetia del Sur.

El gobierno de Osetia del Sur, independiente de facto de Georgia, emite su propia matrícula para los vehículos matriculados en el territorio que controla.
El diseño de las placas se basa en el modelo estándar soviético de 4 dígitos seguidos de letras cirílicas, teniendo un máximo de 9.999 combinaciones posibles.
Las placas son de fondo blanco con caracteres negros.
Desde el año 2004, el gobierno de Georgia prohíbe circular a los vehículos con matrículas de Osetia del Sur, al igual que las matrículas de Georgia están prohibidas en Osetia del Sur.